# Прокул (правник)
Прокул (лат. Proculus) Ліциній (роки і місце народження та смерті невідомі) — римський юрист середини І ст. н. е. Учень Марка Антистія Лабеона — найвидатнішого юриста часів імператора Августа.
В 37 році н. е. займав посаду консула. Брав активну участь в житті Римської держави.
Чільний представник правничої школи, котра згодом отримала його iм'я («прокуліанці»), хоча засновником школи був вчитель Прокула — Марк Антистій Лабеон. Очолювана Прокулом школа i він сам розвивали традиції республіканських юристів, успішно працювали в сфері казуїстики. У ряді теоретичних і практичних питань юриспруденції прокуліанці виступали проти сабініанців — представників правничої школи, очолюваної Мазурієм Сабіном. Ідеї Прокула, що відрізнялися глибиною аналізу і розумінням потреб практики, дійшли до нас переважно у працях інших давньоримських юристів. Невелику кількість фрагментів з його творів використано у дигестах.